# Bill Hanzlik
William Henry "Bill" Hanzlik (Middletown, Ohio, 6 de diciembre de 1957) es un exjugador y entrenador de baloncesto estadounidense que jugó durante 10 temporadas en la NBA. Con 2,00 metros de altura, lo hacía en la posición de alero. Después de retirarse se convirtió en entrenador, llegando a dirigir durante una temporada a los Denver Nuggets.

## Trayectoria deportiva

### Universidad
Jugó durante cuatro temporadas con los Fighting Irish de la Universidad de Notre Dame, en las que promedió 5,9 puntos y 2,4 rebotes por partido.

### Profesional
Fue elegido en la vigésima posición del Draft de la NBA de 1980 por Seattle Supersonics, donde jugó dos temporadas. En 1982 fue traspasado a Denver Nuggets, donde jugó 8 temporadas. La más destacada fue la 1985-86, donde, tras promediar 12,5 puntos, 4,0 asistencias, 3,3 rebotes y 1,4 robos de balón, fue incluido en el segundo mejor quinteto defensivo de la NBA.
En el total de su carrera profesional promedió 7,2 puntos y 2,8 rebotes por partido.

### Entrenador
Tras retirarse del baloncesto como jugador, ejerció como entrenador. Comenzó como asistente en Charlotte Hornets, donde estuvo cinco temporadas, y después una más en Atlanta Hawks en el mismo puesto. En la temporada 1997-98 tuvo la oportunidad de dirigir como entrenador principal a los Denver Nuggets, sustituyendo a Dick Motta donde únicamente consiguió 11 victorias en toda la temporada, siendo la segunda peor marca de la historia de la NBA, y la peor para un entrenador novato. Al año siguiente fue sustituido por Mike D'Antoni.

#### Estadísticas
| Temporada | Equipo | Temporada regular | Temporada regular | Temporada regular | Playoffs de la NBA | Playoffs de la NBA | Playoffs de la NBA |
| Temporada | Equipo | G                 | P                 | %                 | G                  | P                  | %                  |
| --------- | ------ | ----------------- | ----------------- | ----------------- | ------------------ | ------------------ | ------------------ |
| 1997-98   | Denver | 11                | 71                | .134              |                    |                    |                    |

## Estadísticas de su carrera en la NBA

### Temporada regular
| Temp.   | Edad | Equipo  | Liga | P   | TIT | MIN  | TC  | TCA  | %TC  | 3P  | 3PA | %3P  | TL  | TLA | %TL  | R.OF. | R.DEF. | REB | ASIS | ROB | TAP | PER | FP  | PTS  |
| 1980-81 | 23   | Seattle | NBA  | 74  |     | 17.0 | 1.9 | 3.9  | .478 | 0.0 | 0.1 | .200 | 1.6 | 2.0 | .793 | 0.9   | 1.2    | 2.1 | 1.5  | 0.8 | 0.3 | 1.1 | 2.3 | 5.4  |
| 1981-82 | 24   | Seattle | NBA  | 81  | 76  | 24.4 | 2.1 | 4.4  | .468 | 0.0 | 0.0 | .000 | 1.7 | 2.2 | .784 | 1.2   | 2.1    | 3.3 | 2.3  | 1.0 | 0.4 | 1.3 | 3.1 | 5.8  |
| 1982-83 | 25   | Denver  | NBA  | 82  | 8   | 18.9 | 2.3 | 5.3  | .428 | 0.0 | 0.1 | .143 | 1.5 | 2.0 | .781 | 1.0   | 1.9    | 2.9 | 3.3  | 0.9 | 0.2 | 1.8 | 2.7 | 6.1  |
| 1983-84 | 26   | Denver  | NBA  | 80  | 14  | 18.4 | 1.7 | 3.8  | .431 | 0.0 | 0.2 | .250 | 2.1 | 2.6 | .807 | 0.8   | 1.7    | 2.6 | 3.2  | 0.9 | 0.2 | 1.4 | 3.2 | 5.4  |
| 1984-85 | 27   | Denver  | NBA  | 80  | 1   | 20.9 | 2.8 | 6.5  | .421 | 0.0 | 0.2 | .067 | 2.3 | 3.0 | .756 | 1.1   | 1.5    | 2.6 | 2.6  | 1.1 | 0.3 | 1.4 | 3.6 | 7.8  |
| 1985-86 | 28   | Denver  | NBA  | 79  | 0   | 25.1 | 4.2 | 9.4  | .447 | 0.1 | 0.5 | .195 | 4.0 | 5.1 | .785 | 1.1   | 2.2    | 3.3 | 4.0  | 1.4 | 0.2 | 2.1 | 3.5 | 12.5 |
| 1986-87 | 29   | Denver  | NBA  | 73  | 10  | 27.3 | 4.2 | 10.2 | .412 | 0.3 | 1.1 | .275 | 4.3 | 5.5 | .786 | 1.1   | 2.4    | 3.5 | 3.8  | 1.2 | 0.4 | 1.8 | 3.4 | 13.0 |
| 1987-88 | 30   | Denver  | NBA  | 77  | 0   | 17.3 | 1.4 | 3.7  | .380 | 0.0 | 0.2 | .188 | 1.7 | 2.1 | .791 | 0.5   | 1.7    | 2.2 | 2.2  | 0.8 | 0.2 | 1.2 | 2.4 | 4.5  |
| 1988-89 | 31   | Denver  | NBA  | 41  | 0   | 17.1 | 1.6 | 3.7  | .437 | 0.0 | 0.1 | .200 | 1.7 | 2.1 | .782 | 0.4   | 1.8    | 2.3 | 2.1  | 0.6 | 0.1 | 1.3 | 2.0 | 4.9  |
| 1989-90 | 32   | Denver  | NBA  | 81  | 0   | 19.8 | 2.2 | 4.9  | .452 | 0.1 | 0.4 | .194 | 1.7 | 2.3 | .743 | 0.8   | 1.7    | 2.6 | 2.3  | 1.0 | 0.4 | 1.1 | 3.1 | 6.2  |
| Total   |      |         | NBA  | 748 | 109 | 20.8 | 2.5 | 5.7  | .434 | 0.1 | 0.3 | .213 | 2.3 | 2.9 | .781 | 0.9   | 1.8    | 2.8 | 2.8  | 1.0 | 0.3 | 1.5 | 3.0 | 7.2  |

### Playoffs
| Temp.   | Edad | Equipo  | Liga | P  | MIN  | TCA | TC  | 3PA | 3P | TLA | TL  | R.OF. | REB | ASIS | ROB | TAP | PER | FP  | PTS | %TC  | %3P   | %FT   | MIN  | PTS  | REB | AST |
| 1981-82 | 24   | Seattle | NBA  | 8  | 203  | 16  | 34  | 0   | 1  | 20  | 22  | 10    | 32  | 20   | 6   | 5   | 13  | 26  | 52  | .471 | .000  | .909  | 25.4 | 6.5  | 4.0 | 2.5 |
| 1982-83 | 25   | Denver  | NBA  | 8  | 157  | 20  | 50  | 0   | 2  | 14  | 17  | 3     | 25  | 21   | 6   | 5   | 11  | 26  | 54  | .400 | .000  | .824  | 19.6 | 6.8  | 3.1 | 2.6 |
| 1983-84 | 26   | Denver  | NBA  | 5  | 82   | 11  | 19  | 0   | 2  | 6   | 6   | 3     | 8   | 21   | 3   | 0   | 6   | 16  | 28  | .579 | .000  | 1.000 | 16.4 | 5.6  | 1.6 | 4.2 |
| 1984-85 | 27   | Denver  | NBA  | 15 | 310  | 45  | 92  | 0   | 1  | 30  | 41  | 24    | 46  | 33   | 14  | 6   | 22  | 57  | 120 | .489 | .000  | .732  | 20.7 | 8.0  | 3.1 | 2.2 |
| 1985-86 | 28   | Denver  | NBA  | 6  | 102  | 15  | 28  | 1   | 1  | 13  | 16  | 2     | 6   | 19   | 1   | 1   | 7   | 12  | 44  | .536 | 1.000 | .813  | 17.0 | 7.3  | 1.0 | 3.2 |
| 1986-87 | 29   | Denver  | NBA  | 3  | 76   | 8   | 25  | 0   | 2  | 9   | 15  | 0     | 6   | 7    | 4   | 0   | 3   | 6   | 25  | .320 | .000  | .600  | 25.3 | 8.3  | 2.0 | 2.3 |
| 1987-88 | 30   | Denver  | NBA  | 11 | 212  | 20  | 56  | 0   | 8  | 18  | 26  | 11    | 29  | 26   | 5   | 9   | 14  | 40  | 58  | .357 | .000  | .692  | 19.3 | 5.3  | 2.6 | 2.4 |
| 1988-89 | 31   | Denver  | NBA  | 3  | 106  | 14  | 33  | 3   | 6  | 7   | 12  | 6     | 20  | 9    | 5   | 1   | 2   | 13  | 38  | .424 | .500  | .583  | 35.3 | 12.7 | 6.7 | 3.0 |
| 1989-90 | 32   | Denver  | NBA  | 3  | 79   | 5   | 17  | 1   | 3  | 10  | 10  | 5     | 10  | 11   | 5   | 2   | 2   | 13  | 21  | .294 | .333  | 1.000 | 26.3 | 7.0  | 3.3 | 3.7 |
| Total   |      |         | NBA  | 62 | 1327 | 154 | 354 | 5   | 26 | 127 | 165 | 64    | 182 | 167  | 49  | 29  | 80  | 209 | 440 | .435 | .192  | .770  | 21.4 | 7.1  | 2.9 | 2.7 |